# Methanococcaceae
Methanococcaceae (лат.) — семейство архей из порядка Methanococcales.

## Описание
Представляют собой мезофильные или термофильные бактерии шарообразной формы, предпочитающие нейтрально кислую среду. Единственным путём получения энергии является синтез метана из углекислого газа и водорода. Встречаются по берегам морей, на солёных маршах и геотермальных источниках. Сумма гуаниновых и цитозиновых оснований в ДНК составляет от 28,6 до 33,1 %. Геном состоит 1,66-1,93 млн пар оснований и кодирует 1663—1892 гена.

## Классификация
Впервые бактерии этого семейства описаны Альбертом Клюйвером и Корнелиусом Ван Нилем в 1936 году. В 1981 году Балхом и Вольфе род Methanococcus выделен в отдельное семейство Methanococcaceae, а в 2002 году Витманом обнаружен второй род Methanothermococcus.
На июнь 2017 года в семейство включают два рода:
- Methanococcus Kluyver and van Niel 1936 emend. Barker 1936 emend. Mah and Kuhn 1984typus (5 видов)
- Methanothermococcus Whitman 2002 (2 вида)